# A Woman's Power (film 1916)
A Woman's Power è un film muto del 1916 diretto da Robert Thornby.

## Produzione
Il film fu prodotto dalla William A. Brady Picture Plays con il titolo di lavorazione The Code of the Mountains. In Francia, fu distribuito dalla Location Nationale con il titolo Félonie.

## Distribuzione
Il copyright del film, richiesto dalla World Film Corp., fu registrato il 21 febbraio 1916 con il numero LU7678.
Distribuito dalla World Film, il film uscì nelle sale cinematografiche statunitensi il 21 febbraio 1916.